# Suicide Note (песня)
Песни «Suicide Note Pt. I» и «Suicide Note Pt. II» из альбома «The Great Southern Trendkill» группы Pantera — это две части одного музыкального произведения, которые исследуют тему депрессии, отчуждения и самоубийства.
Обе песни связаны темой психического страдания и депрессии. Тексты описывают внутренние конфликты и эмоциональную боль, которые могут привести к желанию покончить с собой.
Первая часть песни была номинирована на премию Грэмми в 1997 году.

## Suicide Note Pt. I
Эта часть песни начинается с медленного и мрачного вступления на синтезаторе, затем начинается основной рифф сыгранный Даймбегом Даррелом на 12-струнной акустической гитаре, которое устанавливает и усиливает атмосферу тревоги и тоски. Текст рассказывает о попытке суицида через вскрытие вен и наркозависимости. Здесь присутствует чувство утраты и разочарования, которое могло возникнуть из-за различных жизненных обстоятельств.
Фил Ансельмо выражает глубокую боль и смирение через свой вокал, создавая искреннюю и эмоционально заряженную атмосферу. Музыкально, эта часть отличается медленным темпом и мрачным звучанием, что усиливает эмоциональную силу текста.

## Suicide Note Pt. II
Вторая часть песни на прямую продолжает тему первой части, но уже в привычном для Pantera стиле. Начинается с режущего звука и продолжается агрессивным риффом с использованием педали DigiTech Whammy. Вокал Ансельмо по сравнению с первой частью уже не драматичный, а самый что ни есть зловещий с долей безысходности, дополненный скримом Сэта Патнама.
Здесь самоубийство происходит уже не на почве ненависти к себе, а к окружающим. И не через вскрытие вен, а выстрелом себе в голову.

## Идея
Обе части «Suicide Note» представляют собой искреннее и эмоционально заряженное выражение сложных эмоций, связанных с психическими страданиями и самоубийственными мыслями. Темы, поднятые в этих песнях, отражают реальные борьбы, с которыми сталкиваются люди, страдающие от депрессии и других психических расстройств.
Это не только музыкальное произведение, но и вызов к общественному обсуждению тем психического здоровья и эмоциональной поддержки, которые часто остаются табуированными.

## Оценки
Журнал Metal Hammer поставил первую часть песни на 24-е место в своем списке 50 лучших песен Pantera, а вторая часть песни заняла 20-е место.
Не менее известный журнал Loudwire поставил обе части на восьмое место в своем списке 10 лучших песен Pantera.

## Участники записи

### Pt. I
- Фил Ансельмо — вокал
- Даймбег Даррелл — 12-ти струнная гитара

#### Приглашённые участники
- Росс Карпелман — клавишные

### Pt. II
- Фил Ансельмо — вокал
- Даймбег Даррелл — гитара
- Рекс Браун — бас-гитара
- Винни Пол — ударные

#### Приглашённые участники
- Сэт Патнам (Anal Cunt) — дополнительный вокал